# Nybynäs
Nybynäs är en bebyggelse i Kärrbo socken i Västerås kommun sydost om Västerås vid Mälaren. Från 2023 avgränsar SCB här en småort.